# Campeonato Uruguaio de Futebol de 1960
O Campeonato Uruguaio de Futebol de 1960 foi a 29ª edição da era profissional do Campeonato Uruguaio. O torneio consistiu em uma competição com dois turnos, no sistema de todos contra todos. Como Peñarol e Cerro empataram em número de pontos, foi jogada uma partida final para decidir quem venceria o campeonato. O Peñarol venceu o Cerro por 3 a 1 e se sagrou campeão uruguaio de 1960.

## Classificação[2]
| Pos | Equipe               | Pts | J  | V  | E | D  | GP | GC | SG  |
| --- | -------------------- | --- | -- | -- | - | -- | -- | -- | --- |
| 1°  | Peñarol              | 28  | 18 | 11 | 6 | 1  | 44 | 18 | 26  |
| 2°  | Cerro                | 28  | 18 | 13 | 2 | 3  | 43 | 21 | 22  |
| 3°  | Nacional             | 24  | 18 | 10 | 4 | 4  | 45 | 22 | 23  |
| 4°  | Fénix                | 16  | 18 | 5  | 6 | 7  | 20 | 31 | -11 |
| 5°  | Defensor             | 15  | 18 | 3  | 9 | 6  | 17 | 22 | -5  |
| 6°  | Racing               | 15  | 18 | 7  | 1 | 10 | 26 | 32 | -6  |
| 7°  | Rampla Juniors       | 15  | 18 | 5  | 5 | 8  | 20 | 32 | -12 |
| 8°  | Montevideo Wanderers | 15  | 18 | 5  | 5 | 8  | 19 | 27 | -8  |
| 9°  | Liverpool            | 14  | 18 | 6  | 2 | 10 | 25 | 36 | -11 |
| 10° | Sud América          | 10  | 18 | 3  | 4 | 11 | 15 | 33 | -18 |

|  | Classificados à final.       |
|  | Rebaixado à Segunda Divisão. |

Promovido para a próxima temporada: Danubio.

## Final
| {{{data}}} | Peñarol          | 3 – 1                         | Cerro       | Estádio Centenário, Montevidéu |
|            | Crecio · Spencer | data = 18 de dezembro de 1960 | Gol marcado | Público: 60 000 Árbitro: ?     |

Peñarol campeão e classificado para a Copa Libertadores da América de 1961, onde o próprio clube uruguaio saiu vencedor.
| Campeonato Uruguaio de 1960  |
| ---------------------------- |
| Peñarol Campeão (25º título) |